# Раціональна поведінка
Раціональна поведінка може розглядатися:
- як метод — вчинки, що здійснюються на підставі міркування більше, ніж на підставі звичок, забобонів чи емоцій
- як результат — дії, спрямовані на досягнення певної мети